# Колумбів обмін

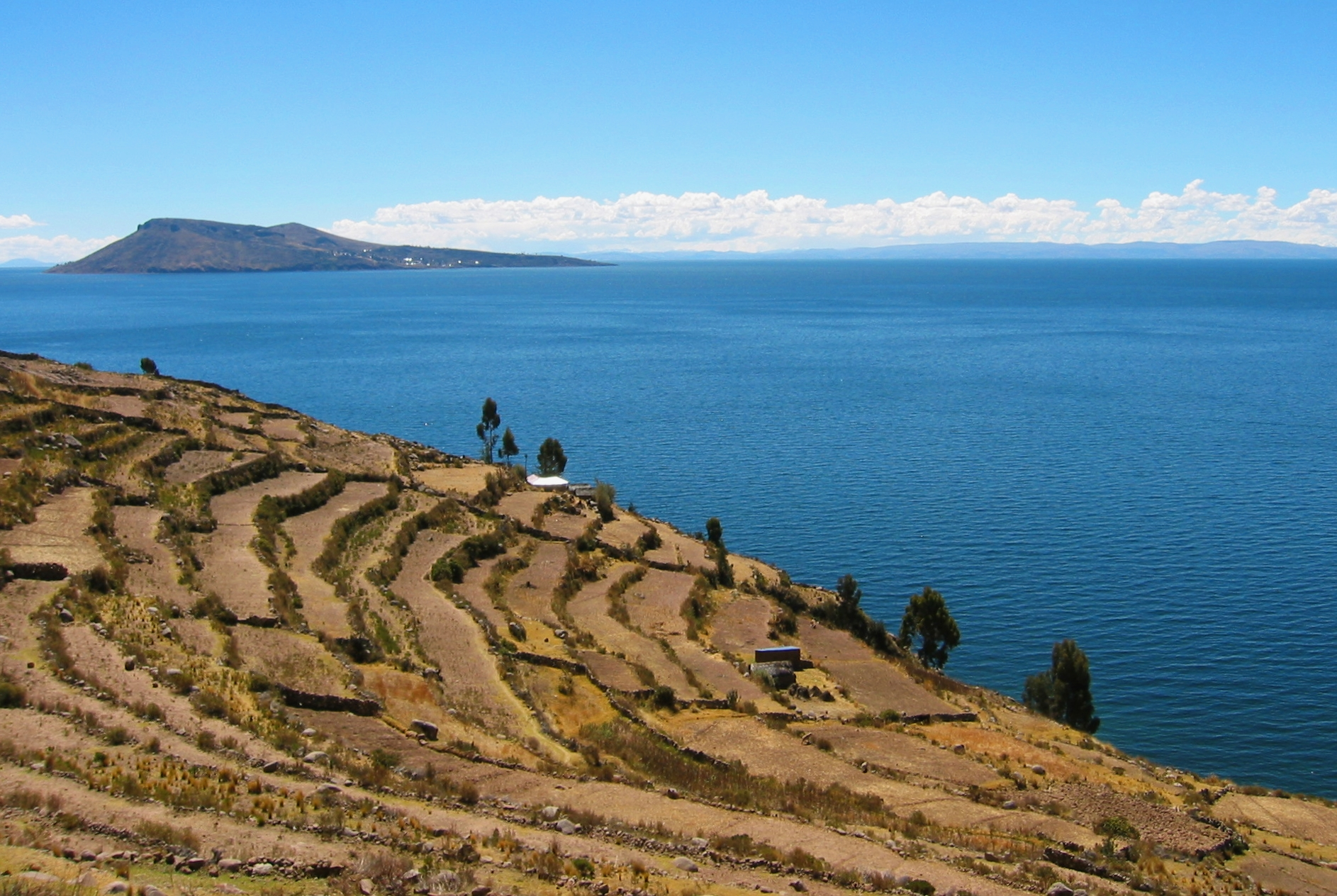
Рільничі тераси епохи інків острова Такіле на озері Тітікака, дотепер використовуються для вирощування основних андських продовольчих культур, таких як кіноа і картопля, поряд із завезеною з Європи пшеницею.

Обмін Колумба, також відомий як Великий обмін — в Добу великих географічних відкриттів масовий обмін тваринами, рослинами, надбаннями культури, людськими популяціями (у тому числі рабами), інфекційними захворюваннями та ідеями між американською та афро-євразійською півкулями після подорожі до Америки Христофора Колумба в 1492 році. Цей термін вперше вжив Альфред Кробсі в 1972 році, історик з Університету Техасу в Остіні, використавши у своїй однойменній роботі з екологічної історії. Контакт між вказаними територіями поширював велику різноманітність нових сільськогосподарських культур і худоби, які підтримували зростання населення в обох півкулях. Дослідники повернулися в Європу з кукурудзою, картоплею і помідорами, які стали дуже важливими сільськогосподарськими культурами в Євразії в XVIII столітті. Крім того, європейці запровадили вирощування маніоку й арахісу в тропіках Південно-Східної Азії та Західної Африки, де вони добре прижились і підтримували зростання кількості населення на ґрунтах, які не могли давати великі врожаї інших культур.

## Вплив

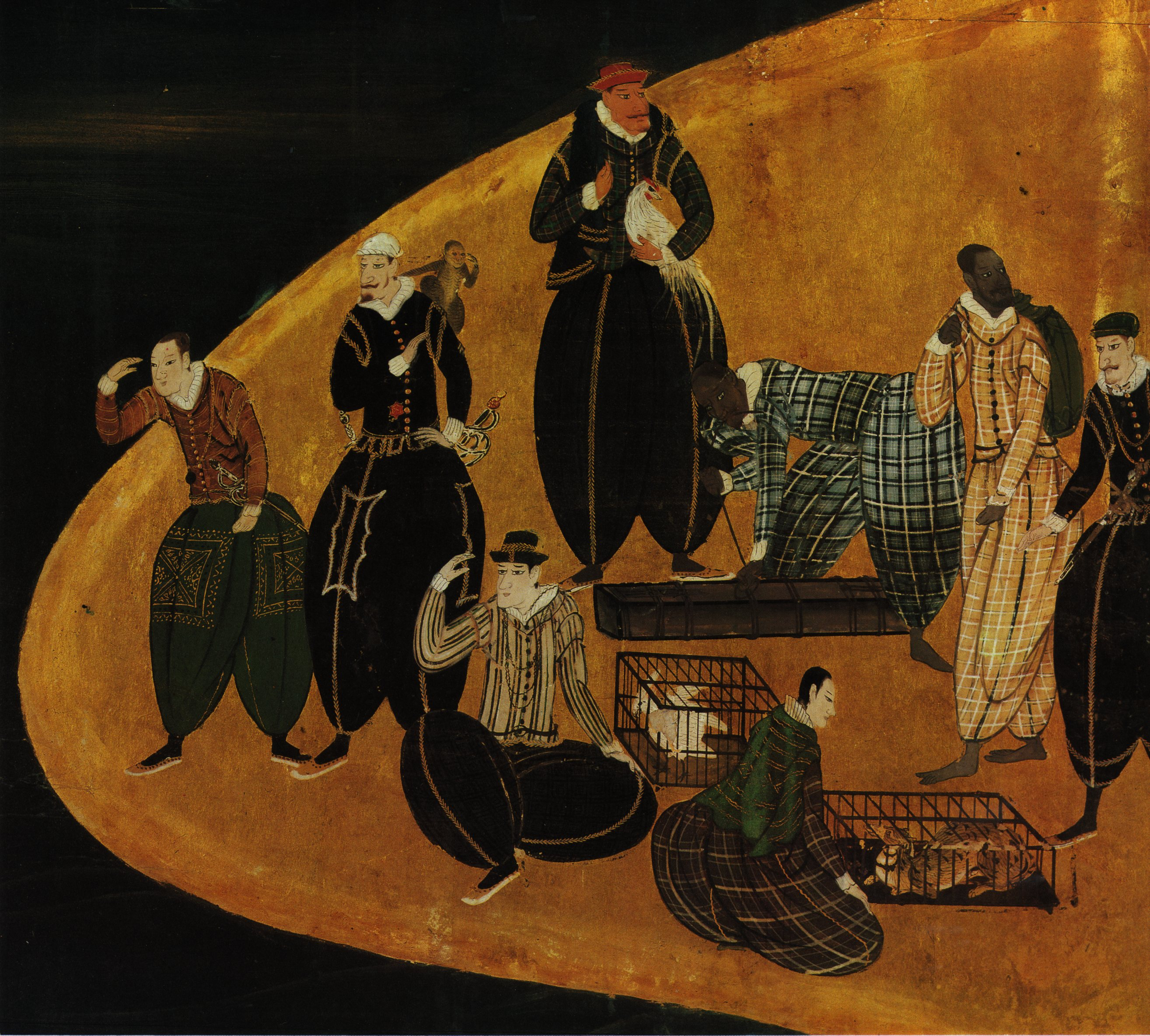
Португальці торгують тваринами в Японії. Японський живопис в стилі Ненбен (Nanban), який виник під впливом контактів з європейцями; деталь, дошка для живопису, (1570—1616).

Під час біологічного та екологічного обміну, який почався після іспанського заснування колоній у Новому світі, люди з Європи та Африки поселялися в Новому Світі, відбувався взаємообмін тваринами, рослинами і хворобами Східної і Західної півкуль.
Цей обмін рослинами і тваринами змінив європейський, американський, африканський і азійський способи життя. Нові продукти стали головними елементами людського харчування, і з'явились нові райони вирощування для сільськогосподарських культур. Наприклад, до 1000 р. картопля не вирощувалася за межами Південної Америки. До 1840 року Ірландія настільки залежала від картоплі, що уражений хворобою урожай цієї культури призвів до спустошливого картопляного голоду в Ірландії. Запроваджувані з XVI століття португальськими торговцями, які привезли їх з Америки, кукурудза і маніок замінили традиційні африканські культури як найважливіші для континенту продовольчі культури. Нові основні сільськогосподарські культури, які були ввезені в Азію з Америки іспанськими колонізаторами в XVI столітті, зокрема кукурудза і батат, сприяли зростанню населення в Азії. Європейські дослідження тропічних районів відкрили для Нового Світу хінін — перший ефективний засіб для лікування малярії:164, але з іншого боку це відкриття сприяло работоргівлі.

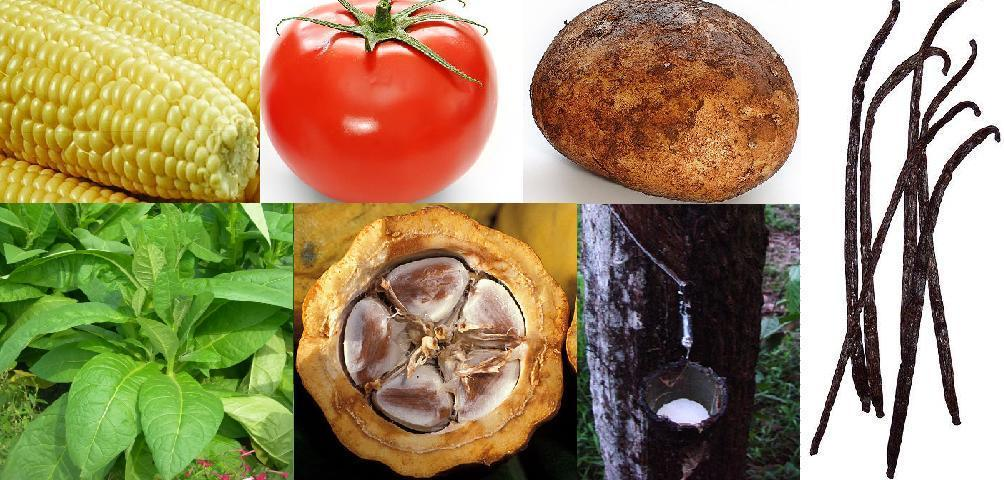
Аборигенні рослини Нового Світу. За годинниковою стрілкою, починаючи від верхнього лівого зображення:
1. Кукурудза (Zea mays) 2. Помідор (Solanum lycopersicum) 3. Картопля (Solanum tuberosum) 4. Ваніль (Vanilla) 5. Гевея бразильська (Hevea brasiliensis) 6. Какао (Theobroma cacao) 7. Тютюн (Nicotiana rustica)

Один із перших представників європейського експорту, кінь, змінив життя багатьох індіанських племен Великих рівнин, дав їм змогу перейти на кочовий спосіб життя, заснований на полюванні верхи на конях на бізонів. Томатний соус, зроблений із помідорів, які походять із Нового Світу, став італійською торговою маркою. Помідори також широко використовуються у Франції, а кава з Африки й цукрова тростина з Азії стали основними сільськогосподарськими товарами на просторих латиноамериканських плантаціях. Запроваджений в Індії португальцями червоний перець (перець чилі) з Південної Америки сьогодні є невіддільною частиною індійської кухні, як і картопля.

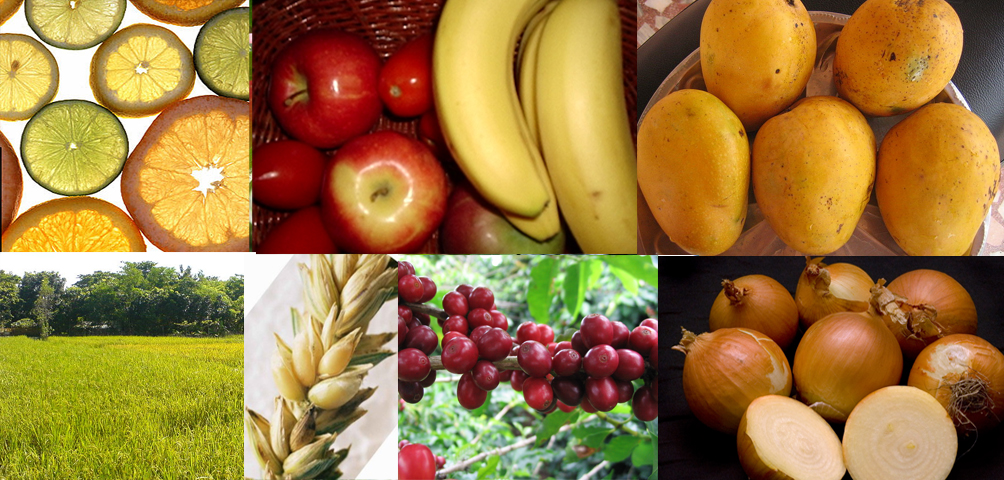
Аборигенні рослини Старого Світу. За годинниковою стрілкою, починаючи від верхнього лівого зображення: 1. Цитрусові (Citrus); 2. Яблуня домашня (Malus domestica); 3. Банан (Musa); 4. Манго (Mangifera); 5. Цибуля (Allium); 6. Кавове дерево (Coffea); 7. Пшениця (Triticum); 8. Рис (Oryza sativa)

Перед встановленням регулярних зв'язків між двома півкулями розмаїття одомашнених тварин, кількість інфекційних захворювань, від яких потерпали люди, як-от віспа, була разюче більшою в Старому Світі, ніж у Новому. Багато хвороб мігрувало на захід із тваринами або людьми або привозилися торговцями з Азії, тому від хвороб двох континентів постраждали всі. Європейців та азіатів уражали євразійські хвороби, ендемічний статус яких на цих континентах протягом століть спричинив до того, що у багатьох людей виробився імунітет. На індіанські популяції ж хвороби Старого Світу спричинили руйнівну дію, тому що в аборигенів Америки не було природного імунітету до нових захворювань. Епідемія віспи, як вважають, призвела до найбільшого числа загиблих серед корінних американців, що перевищує людські втрати від будь-якої війни та значно перевищує смертність від Чорної смерті.:164 Вважається, що понад 80—95 % корінного американського населення загинуло в перші 100—150 років після 1492 р.; найбільш постраждалі регіони Північної й Південної Америки втратили 100 % населення.:165
Важко уявити, що перед Колумбовим обміном не було апельсинів у Флориді, бананів в Еквадорі, паприки в Угорщині, помідорів в Італії, картоплі в Ірландії, кави у Колумбії, ананасів на Гаваях, каучукових дерев в Африці, корів у Техасі, віслюків у Мексиці, перцю чилі в Таїланді та Індії, шоколаду у Швейцарії.

## Помідори в Старому Світі
Знадобилося три сторіччя після появи в Європі помідорів для їх «схвалення». Фактично, з усіх рослин Нового Світу в Італії, тільки картопля зайняла також багато часу, як помідор, щоб отримати визнання. Значною мірою це було пов'язано з тим, що лікарі XVI ст. вважали, що цей фрукт мексиканського походження був отруйним і джерелом «меланхолійної тілесної рідини». У 1544 р. П'єтро Андреа Маттіолі, тосканський лікар і ботанік, припустив, що помідори можуть бути їстівними, але не існує свідчень будь-якого споживання їх у цей час. 31 жовтня 1548 помідор дістав свою назву, яка поширилася всією Європою, коли дворецький Козімо Медічі, великого герцога Тоскани, писав особистому секретарю Медічі про те, що кошик pomi d'oro «прибув благополучно». З того часу позначка pomi d'oro також використовується для посилання на інжир, дині, цитрусові в трактатах вчених.
Спочатку помідори вирощували переважно як декоративні рослини після їх прибуття до Італії. Наприклад, флорентійський аристократ Джованветторіо Содеріні писав, що їх «прагнули дістати тільки за їхню красу» і вирощували тільки в садах або квітниках. Фактично, помідори вирощували тільки в елітних садах міста та країни протягом приблизно п'ятдесяти років після їх прибуття в Європу і лише зрідка зображали у творах мистецтва. Однак, у 1592 році головний садівник ботанічного саду міста Аранхуес (місто було під патронажем короля Іспанії Філіпа II) поблизу Мадрида, писав, «сказано, що [помідори] добрі для соусів». Поза тим, помідори залишилися екзотичними рослинами, які вирощувались у декоративних цілях, але рідко для кулінарного використання. Поєднання макаронів із томатним соусом датується всього лиш кінцем XIX століття. Сьогодні в Італії помідори вирощують на площі приблизно 32 000 акрів (12 950 га), але є ще райони, де порівняно мало помідорів вирощують і споживають.

## Приклади переміщень організмів
| Тип організму      | Зі Старого Світу в Новий | З Нового Світу в Старий |
| ------------------ | --- | --- |
| Свійські тварини   | - Бджола - Буйвіл індійський - Верблюд - Вівця - Віслюк - Гуска домашня (дикі види були) - Кінь - Кіт свійський (дикі види були) - Коза (дикі види були) - Корова - Кріль (домашній) - Курка - Свиня - Сизий голуб - Собака (деякі породи) - Шовковичний шовкопряд - Фретка - Цесарка | - Альпака - Візон (американська норка) - Домашня індичка - Кавія свійська (морська свинка) - Лама - Мускусна качка - Нутрія - Ондатра - Собака (деякі породи) |
| Культурні рослини  | - Абрикос - Акі - Артишок - Аспарагус / спаржа - Баклажан - Бамія / окра - Банан - Буряк столовий - Виноград (європейський виноград; лисичий виноград (Vitis labrusca) та інші види, що використовувались як підщепа) - Гвоздика (пряність) - Горох - Горіх волоський - Груша - Жито посівне - Інжир - Кавове дерево - Кавун - Канталуп (підвид дині) - Капуста - Кале - Броколі - Білоголова капуста - Брюссельська капуста - Цвітна капуста - Карамбола - Кардамон - Ківі (фрукт) - Кориця / цинамон - Кола (дерево) - Коноплі, включаючи вироблювану з них марихуану - Ліщина звичайна - Льон - Цибуля ріпчаста - Манго - Мигдаль - Морква - Мускатний горіх - Овес посівний - Огірок - Маслина європейська / Олива європейська - Опійний мак - Персик - Чорний перець - Просо - Пшениця - Ревінь / румбамбар - Редиска - Рис - Салат (рослина) (латук) - Соя - Таро - Турнепс - Фінік їстівний - Фісташка справжня - Хміль - Цитрусові (апельсин,лимон і т. ін.) - Цукрова тростина - Чай (рослина) - Часник - Яблуко - Ямс - Ячмінь | - Авокадо - Агава - Щириця / Амарант (зернові види) - Ананас - Арахіс - Бавовник (довговолокнисті види) - Батат - Ваніль - Гарбуз - Гевея бразильська (Каучук) - Гуаява (звичайна) - Журавлина - кабачки цукіні - Какао - Каністел - Картопля - Квасоля звичайна - Кеш'ю - Кіноа - Кока (рослина) - Кукурудза - Маніок / кассава / тапіока - Маракуя - Овочевий перець - Опунція індійська - Папая - Парагвайський падуб - Патисон - Пекан - Помідор - Дикий рис - Соняшник - Суниця садова - Топінамбур - Тютюн - Цукрове яблуко - Червоний перець - Черімоя - Чіа (рослина) / Шавлія іспанська - Дерева роду Manilkara, з яких добувають чикл - Юка |
| Інфекційні хвороби | - Бубонна чума - Вітряна віспа - Грип - Дифтерія - Жовта гарячка - Застуда / Назофарингіт - Кір - Коклюш - Малярія - Натуральна віспа - Проказа - Скарлатина - Сонна хвороба - Висипний тиф - Черевний тиф - Туберкульоз - Холера - Цистицеркоз | - Пінта (хвороба) - Сифіліс (можливо) - Невенеричний ендемічний сифіліс - Хвороба Шагаса - Фрамбезія |

## Ненавмисні обміни
На додаток до згадуваних вище хвороб, багато видів організмів потрапили в іншу півкулю в нові місця проживання ненавмисно, випадково. До них належать такі тварини, як сірі пацюки, дощові черв'яки (відсутні в багатьох частинах доколумбового Нового Світу) і прісноводні молюски тригранки, які прибули на кораблях з Європи, колорадські жуки, які прибули з Америки.
Рослини, які прибули по суші, морю або повітрю в «давні» часи (до 1492 року) називають архофітами, а рослини завезені до Європи після відкриття Америки називають неофітами.
Інвазійні види рослин і патогени також були введені випадково, в тому числі такі бур'яни, як солянка і вівсюг. Деякі рослини вводились навмисно, наприклад, лоза Кудзу ввезена в 1894 році з Японії до Сполучених Штатів, щоб боротися з ерозієї ґрунтів, яка з часом стала в новому середовищі злісним бур'яном. Були перевезені грибки, наприклад такі, які викликають голландську хворобу в'язів, яка знищила американські в'язи в лісах Північної Америки і в містах, де було посаджено багато дерев вздовж вулиць.
Подорожник, насіння якого європейці самі того не підозрюючи привезли на вантажах і підошвах взуття, індіанці назвали «слідом білої людини».
Корисним, хоча напевно ненавмисним, виявилося впровадження дріжджів Saccharomyces eubayanus, які, як вважається, походять із Патагонії і ймовірно є батьківськими пивних дріжджів Saccharomyces pastorianus, за допомогою яких виготовляють пиво лагер.

## Інтродуковані популяції тварин
Популяції здичавілих свійських і диких некорінних тварин розростались як в Старому так і в Новому Світі, часто витісняючи місцеві види.
Сірі білки особливо успішно колонізували Велику Британію, а популяції єнотів-плоскунів обжилися (акліматизувались) в декількох республіках колишнього СРСР, особливо успішно на півдні Білорусі та в Азербайджані, в деяких регіонах Німеччини, можна знайти цих тварин на Кавказі та в Японії. Вихідців з Нового Світу, таких як нутрія та візон річковий (американська норка), розводять у великій кількості на хутряних фермах в Старому Світі.
У Новому Світі достатньо поширені популяції диких європейських кішок, свиней, коней та великої рогатої худоби.

## Демографічні наслідки
Відкриття Америки привело до низки великомасштабних демографічних наслідків:
1. У Новому Світі виникли значні популяції європеоїдної і негроїдної рас.
2. Корінне населення Америки (індіанці) значною мірою змішалося з європейським або негритянським, що призвело до утворення змішаних у расовому відношенні популяцій — метисів, самбо і меландженів.
3. З іншого боку, масового переміщення індіанських генів в Старий Світ практично не відбулося. Еміграція з Латинської Америки в Іспанію і Португалію нечисленна.